# Charles Ferster
Charles Bohris Ferster (1 de noviembre de 1922-3 de febrero de 1981) fue un psicólogo conductual estadounidense. Es considerado el  pionero del análisis conductual aplicado, desarrolló el aprendizaje sin errores  , fue colega de BF Skinner en la Universidad de Harvard y coautor del libro Schedules of Reinforcement (1957).

## Carrera
Ferster obtuvo su licenciatura en la Universidad de Rutgers en 1947, seguida de su maestría en 1948 y su doctorado en 1958 de la Universidad de Columbia .  Trabajó como colega con BF Skinner en la Universidad de Harvard, donde fundaron el Journal of the Experimental Analysis of Behavior en 1958. Mientras trabajaba en Harvard, ideó el aprendizaje sin errores para entrenar animales y utilizó otras formas de lo que entonces se denominó modificación del comportamiento para clientes con depresión y obesidad . Se desempeñó como profesor asistente de psicología en la Escuela de Medicina de la Universidad de Indiana de 1957 a 1962, Ferster empleó el aprendizaje sin errores para instruir a los niños autistas a hablar.
La investigación de Ferster  influyó en el trabajo de otros pioneros de la investigación del comportamiento, como Donald M. Baer y Sidney Bijou, quienes fundaron el Journal of Applied Behavior Analysis en la Universidad de Kansas . Otro investigador destacado fue Ivar Lovaas, quien aplicó los procedimientos de Ferster a niños autistas en la Universidad de California, Los Ángeles (UCLA) y desarrolló la intervención conductual intensiva temprana (EIBI, por sus siglas en inglés), o 6,5 horas por día de lo que él llamó, " ensayo discreto ". formación " (TDT).

## La primera infancia y la vida familiar
Ferster nació el 1 de noviembre de 1922 en Freehold, Nueva Jersey, fue el segundo hijo de Julius Ferster (1894-1969) y Mollie Ferster Madwin (1895-1966), ambos inmigrantes judíos de Polonia (El Imperio Ruso, 1910 y 1912, respectivamente).
Contrajo nupcias con Marilyn Ferster, con quien tuvo cuatro hijos, Bill, Andrea, Sam y Warren. Más tarde se casó con Elyce Zenoff Ferster, profesora de derecho en la Universidad George Washington .
Ferster murió de un ataque al corazón el 3 de febrero de 1981 a la edad de 58 años en Washington D. C.

## Cronología
Educación
- 1940-1943 Universidad de Rutgers (Nuevo Brunswick, Nueva Jersey)
- 1943–1946 Servicio militar
- 1946–1947 Universidad de Rutgers (Nuevo Brunswick, Nueva Jersey) (BS, 1947)
- 1947–1950 Universidad de Columbia (Nueva York, NY) (MA, 1948; Ph.D, 1950)

Afiliaciones profesionales posdoctorales
- 1950-1955 Investigador de la Universidad de Harvard (Cambridge, MA) con BF Skinner
- 1955–1957 Laboratorio Yerkes ( Atlanta, GA en la Universidad de Emory ) (trabajo con chimpancés)
- 1957–1962 Centro médico de la Universidad de Indiana (Indianapolis, IN) (trabajo con niños autistas; colaboración con Nurnberger & Brady)
- 1958 - Primer Editor Ejecutivo, Revista de Análisis Experimental del Comportamiento (JEAB); Ver Fundación de la Revista de Análisis Experimental del Comportamiento [3]
- 1962–1963 Director ejecutivo, Instituto de Investigación del Comportamiento (Silver Spring, MD)
- 1963–1965 Director asociado, Instituto de Investigación del Comportamiento (Silver Spring, MD)
- 1965–1968 Investigador asociado sénior, Instituto de Investigación del Comportamiento (Silver Spring, MD)
- 1967–1968 Profesor de Psicología, Universidad de Georgetown (Washington D. C.)
- 1969–1981 Profesor de Psicología, Universidad Americana (Washington D. C.) (Jefe de Departamento, 1970–1973)

## Trabajos escritos
Libros
- Horarios de Refuerzo, con BF Skinner, 1957ISBN 0-13-792309-0 .
- Introducción a la ciencia del comportamiento humano, con Nurnberger, JI & Brady, JP, 1963
- Principios de comportamiento, con Mary Carol Perrott, 1968; (Segunda edición 1981, con Stuart A. Culbertson)

## Obras selectas
- Fred S. Keller, Charles Bohris Ferster (1922–1981), An Appreciation, Journal of the Experimental Analysis of Behavior 1981, 36, 299-301
- BF Skinner, Charles B. Ferster: memorias personales, Journal of the Experimental Analysis of Behavior 1981, 35, 259-261